# Hjalmar Fredrik Gjertsen
Hjalmar Fredrik Gjertsen (ur. 6 lipca 1885 w Porsgrunn, zm. 9 lipca 1958) – norweski marynarz, wojskowy, lotnik i polarnik, uczestnik ekspedycji Roalda Amundsena na biegun południowy z lat 1910–1912.

## Życiorys

### Dzieciństwo i młodość
Urodził się 6 lipca 1885 roku w Porsgrunn. Był synem armatora Andreasa Gjertsena. Po kilkuletniej nauce zaciągnął się na statek handlowy. W 1904 roku zdał z najwyższym wynikiem egzamin na oficera żeglugi. W latach 1904–1909 studiował w Akademii Marynarki Wojennej w Horten. Jako jeden z jej najlepszych studentów dostąpił zaszczytu podtrzymywania trenu królowej Maud podczas jej koronacji w Katedrze Nidaros w Trondheim, w 1906 roku.

### Podróż na biegun południowy
W 1909 roku został, dzięki rekomendacji wykładającego w Akademii Marynarki Wojennej kapitana Engelstada, włączony do załogi statku „Fram” na czas projektowanej przez Roalda Amundsena ekspedycji na biegun północny. Przed wyruszeniem w podróż odbył kurs oceanografii u Bjørna Hellanda-Hansena, a także krótkie szkolenie medyczne. Na statku „Fram” uzyskał stopień drugiego oficera, a przed wypłynięciem z Norwegii został poinformowany o zmianie celu wyprawy na biegun południowy.
14 stycznia dotarł wraz z załogą „Frama” na Antarktydę. Podczas gdy dziewięciu członków załogi na czele z Amundsenem pozostało na Lodowcu Szelfowym Rossa celem odbycia wyprawy na biegun południowy, Gjertsen wraz z pozostałymi uczestnikami ekspedycji skierował się na „Framie” do Buenos Aires, gdzie uzupełnione zostały zapasy. Następnie uczestniczył w rejsie po Oceanie Południowym, podczas którego asystował przy wykonywaniu badań oceanograficznych. W styczniu 1912 roku powrócił na Antarktydę, skąd na pokład zabrano powracających z bieguna południowego Amundsena i jego towarzyszy. Podobnie jak większość spośród pozostałych uczestników wyprawy, powrócił do Norwegii przez Hobart na Tasmanii i Buenos Aires.

### Dalsza działalność
Zamierzał wziąć udział w planowanej na 1914 rok ekspedycji Ernesta Shackletona na Antarktydę. Nie otrzymał jednak na czas pozwolenia na okresowe opuszczenie marynarki wojennej. Podjął więc przygotowania do kolejnej ekspedycji Amundsena, której celem miał być tym razem biegun północny. Amundsen chciał, by jeden z członków jego przyszłej załogi był lotnikiem, więc Gjertsen złożył podanie do akademii lotniczej we francuskim Reims. Po odwołaniu wyprawy na biegun północny uzyskał rządową dotację na kształcenie lotnicze, dzięki czemu z powodzeniem ukończył kurs lotniczy.
Podczas I wojny światowej służył na stawiaczach min „Glommen” i „Frøya”, a także na licznych torpedowcach. Na krótko po zakończeniu wojny był natomiast pierwszym oficerem na statku „Heimdal”, który przewoził skandynawskich uchodźców z Archangielska. W 1918 roku poślubił Maren Dorotheę. W latach 1920–1921 uczestniczył w badaniach hydrograficznych na Svalbardzie, którymi dowodził Adolf Hoel. W latach 1924–1925 powrócił do Antarktyki na wielorybniczym statku „Sir James Clark Ross”.
W 1929 roku dowodził ekspedycją ratunkową na Ocean Arktyczny. Jego zadaniem było sprowadzenie do Norwegii łowców fok, których statki rozbiły się na górach lodowych. W latach 1933–1935 służył jako pierwszy oficer podczas antarktycznej ekspedycji Richarda Byrda. W momencie wybuchu II wojny światowej zarządzał należącym do norweskiej marynarki magazynem w Melsomvik. W roku 1943 został internowany i przewieziony do jednego z nazistowskich obozów jenieckich na ziemiach polskich. W 1945 roku, po zakończeniu wojny, powrócił do Norwegii. Następnie kierował zakładem przemysłowym w Langesund. Zmarł 9 lipca 1958 roku.

## Odznaczenia i upamiętnienie
Po powrocie z wyprawy na biegun południowy został odznaczony Złotym Medalem Bieguna Południowego (norw. nynorsk Sydpolsmedaljen), ustanowionym przez króla Haakona VII z okazji sukcesu wyprawy Amundsena.
Jego imieniem zostały nazwane znajdujące się na Antarktydzie Góra Gjertsena oraz Cypel Gjertsena.